# Нил, Крис
Крис Нил (англ. Chris Neil; род. 18 июня 1979 года, Флешертон, Онтарио) — бывший профессиональный канадский хоккеист, крайний нападающий, всю карьеру выступавший за клуб НХЛ «Оттава Сенаторз». Прозвище — «Нилер» (англ. Neiler).
На драфте НХЛ 1998 года был выбран в 6-м раунде под общим 161-м номером командой «Оттава Сенаторз».

## Ранние годы
Нил начинал свою карьеру в молодежной хоккейной лиге в городе Флешертон, Онтарио. Позднее он играл в «Грэй-Брюс Хайлендерс» из Южно-Центральной тройной хоккейной лиги, прежде чем попасть в профессиональную юниорскую лигу ему пришлось доказывать своё мастерство в юношеской лиге класса "B" в «Оранжвилль Крашерз». Позднее он провел три успешных сезона в OHL в составе команды «Норт-Бэй Центенниалс». В заключительном сезоне в составе «Норт-Бэй» Нил провел свой лучший сезон в своей юниорской карьере, дав понять, что способен на нечто большее, чем простое физическое давление и присутствие на льду, набрав 72 очков в 66 играх.

## Карьера в НХЛ
Крис Нил на драфте НХЛ 1998 году в 6 раунде под 161 номером был выбран командой «Оттава Сенаторз». В «Оттаве» в лице Нила сразу увидели необходимого и незаменимого силового игрока на долгие годы. Дебютировал в НХЛ 3 октября 2001 года в матче против «Торонто Мейпл Лифс». Начиная с сезона 2001-02 Нил, являлся абсолютным рекордсменом «Сенаторз» по набранным штрафным минутам, дракам и силовых приемов.

## Стиль игры
Нил является одним из самых жестких и силовых игроков за всю историю НХЛ – именно Крис Нил по мнению северо-американских хоккейных экспертов признан самым травмирующим игроком лиги. В течение пяти сезонов форвард травмировал свыше двух десятков игроков НХЛ, среди которых Милан Лучич, Джонни Бойчак, Александр Овечкин, Мэтт Кассиан.
Наравне с такими силовиками как Мэтт Кук, Джордин Туту, Нил являлся одним из самых ненавидимых игроков лиги. Среди хоккеистов и журналистов была распространена шутка про Нила: "Его редкозубая улыбка кроме болельщиков «Оттавы» не радует никого". Из-за своего жесткого стиля Крис и сам нередко получал такие серьезные травмы, как перелом челюсти и носа.
По окончании сезона 2016/17 «Оттава» не стала предлагать нападающему новый контракт, и 14 декабря 2017 года Нил объявил о завершении карьеры.

## Личная жизнь
Крис Нил женат на Кейтлин, 1 июня 2007 года у пары родилась дочь Хэйли Джин, а чуть позднее Нил забил важный гол и посвятил его своей дочери. Нил любит кататься на лодке и машине, а его хобби верховая езда.

## Статистика
```
                                            
                                            --- Regular Season ---  ---- Playoffs ----
Season   Team                        Lge    GP    G    A  Pts  PIM  GP   G   A Pts PIM
--------------------------------------------------------------------------------------
1996-97  North Bay Centennials       OHL    65   13   16   29  150  --  --  --  --  --
1997-98  North Bay Centennials       OHL    59   26   29   55  231  --  --  --  --  --
1998-99  North Bay Centennials       OHL    66   26   46   72  215   4   1   0   1  15
1998-99  Muskegon Fury               UHL     1    1    1    2    0  18   1   3   4  61
1999-00  Mobile Mysticks             ECHL    4    0    2    2   39  --  --  --  --  --
1999-00  Grand-Rapids Griffins       IHL    51    9   10   19  301   8   0   2   2  24
2000-01  Grand-Rapids Griffins       IHL    78   15   21   36  354  10   2   2   4  22
2001-02  Ottawa Senators             NHL    72   10    7   17  231  12   0   0   0  12
2002-03  Ottawa Senators             NHL    68    6    4   10  147  15   1   0   1  24
2003-04  Ottawa Senators             NHL    82    8    8   16  194   7   0   1   1  19
2004-05  Binghamton Senators         AHL    22    4    6   10  132   6   1   1   2  26
2005-06  Ottawa Senators             NHL    79   16   17   33  204  10   1   0   1  14
2006-07  Ottawa Senators             NHL    57   10   12   22  177  20   2   2   4  20
2007-08  Ottawa Senators             NHL    68 	  6   14   20  199   4 	 0   1 	 1  22
2008-09	 Ottawa Senators             NHL    60 	  3    7   10  146  --  --  --  --  --
2009-10  Ottawa Senators             NHL    68 	 10   12   22  175   6 	 3   1 	 4  20
2010-11  Ottawa Senators 	         NHL    80 	  6   10   16  210  --  --  --  --  --
2011-12  Ottawa Senators 	         NHL    72 	 13   15   28  178   7 	 2   1 	 3  22
2012-13  Ottawa Senators 	         NHL    48 	  4    8   12  144  10 	 0   4 	 4  39
2013-14  Ottawa Senators 	         NHL    76 	  8    6   14  211  --  --  --  --  --
2014-15  Ottawa Senators 	         NHL    38 	  4    3    7   78   2 	 0   0 	 0   0
2015-16  Ottawa Senators 	         NHL    80 	  5    8   13  165  --  --  --  --  --
2016-17  Ottawa Senators 	         NHL    53 	  1    3    4   63   2 	 0   0 	 0  12
--------------------------------------------------------------------------------------
         NHL Totals                       1026  112   138  250 2522  95  9  10  19 204

```